# Campionato del mondo rallycross 2024
La stagione 2024 del campionato del mondo rallycross è stata l'undicesima edizione della serie iridata organizzata dalla FIA; è iniziata il 6 luglio ad Höljes, in Svezia e si è conclusa il 10 novembre, in Turchia.

## Calendario
Il campionato era costituito da undici eventi da disputarsi in sei differenti nazioni.
| Gara | Data                  | Evento                 | Circuito                       | Località   | Categoria |
| ---- | --------------------- | ---------------------- | ------------------------------ | ---------- | --------- |
|      | 8-9 giugno cancellato | Euro RX of France      |                                | Essay      | RX2e      |
| 1    | 6-7 luglio            | World RX of Sweden 1   | Höljesbanan                    | Höljes     | World RX  |
| 2    | 6-7 luglio            | World RX of Sweden 2   | Höljesbanan                    | Höljes     | World RX  |
| 3    | 27-28 luglio          | World RX of Hungary 1  | Red Cauldron                   | Nyirád     | World RX  |
| 4    | 27-28 luglio          | World RX of Hungary 2  | Red Cauldron                   | Nyirád     | World RX  |
| 5    | 17-18 agosto          | World RX of Benelux 1  | Mettet's Circuit Jules Tacheny | Mettet     | World RX  |
| 6    | 17-18 agosto          | World RX of Benelux 2  | Mettet's Circuit Jules Tacheny | Mettet     | World RX  |
| 7    | 7-8 settembre         | World RX of Portugal 1 | Montalegre track               | Montalegre | World RX  |
| 8    | 7-8 settembre         | World RX of Portugal 2 | Montalegre track               | Montalegre | World RX  |
| 9    | 9-10 novembre         | World RX of Türkiye 1  | Istanbul Park                  | Istanbul   | World RX  |
| 10   | 9-10 novembre         | World RX of Türkiye 2  | Istanbul Park                  | Istanbul   | World RX  |

## Cambiamenti rispetto alla stagione 2023

### Cambiamenti nel calendario
- Il Rallycross di Francia tornò a far parte del mondiale dal 2021 come primo evento del mondiale, valido però solo per la categoria RX2e. L'evento venne però poi ritirato dal calendario il 30 maggio, su richiesta della Fédération Française du Sport Automobile (FFSA);
- Il Rallycross d'Ungheria ed il Rallycross di Turchia entrarono a far parte del mondiale, quest'ultimo solo per la categoria World RX;
- Il Rallycross di Norvegia, il Rallycross di Germania, il Rallycross di Sudafrica, il Rallycross di Cina ed il Rallycross di Gran Bretagna vennero esclusi dal calendario del mondiale.

## Squadre e piloti[n 2]
| KMS - HORSE Powertrain                         | Volkswagen Polo KMS 601 RX | 1  | Johan Kristoffersson | Tutte |
| KMS - HORSE Powertrain                         | Volkswagen Polo KMS 601 RX | 96 | Ole Christian Veiby  | Tutte |
| JDM Raptor Racing                              | Peugeot 208 WRX            | 8  | Anthony Pelfrene     | 1-8   |
| Team RX Racing                                 | Peugeot 208 WRX            | 7  | Patrick O'Donovan    | 9-10  |
| CE Dealer Team by Volvo Construction Equipment | PWR RX1e                   | 12 | Klara Andersson      | Tutte |
| CE Dealer Team by Volvo Construction Equipment | PWR RX1e                   | 68 | Niclas Grönholm      | Tutte |
| / Kristoffersson Motorsport                    | Volkswagen RX1e            | 17 | Gustav Bergström     | 1-2   |
| / Kristoffersson Motorsport                    | Volkswagen RX1e            | 69 | Sondre Evjen         | 1-2   |
| Hansen World RX Team                           | Peugeot 208 RX1e           | 21 | Timmy Hansen         | Tutte |
| Hansen World RX Team                           | Peugeot 208 RX1e           | 71 | Kevin Hansen         | Tutte |
| ALL-INKL.COM Münnich Motorsport                | SEAT Ibiza                 | 77 | René Münnich         | 1-8   |
| Impossible RX Team                             | Renault Mégane RS RX       | 94 | Jankó Wieszt         | 3-4   |
| PGRX                                           | Hyundai i20                | 18 | Juha Rytkönen        | 9-10  |
| PGRX                                           | Hyundai i20                | 22 | Steven Bossard       | 9-10  |
| Fonti:                                         |                            |    |                      |       |

## Risultati e statistiche

### World RX
| Gara | Nome gara                                             | Vincitori | Vincitori            | Vincitori                                                 | Statistiche     | Statistiche  |
| Gara | Nome gara                                             | Nº        | Pilota               | Squadra e vettura                                         | Tempo in finale | Partecipanti |
| ---- | ----------------------------------------------------- | --------- | -------------------- | --------------------------------------------------------- | --------------- | ------------ |
| 1    | Rallycross di Svezia 1 (6 luglio) — Resoconto         | 1         | Johan Kristoffersson | KMS - HORSE Powertrain (Volkswagen Polo KMS 601 RX)       | 3'47"779        | 10           |
| 2    | Rallycross di Svezia 2 (7 luglio) — Resoconto         | 1         | Johan Kristoffersson | KMS - HORSE Powertrain (Volkswagen Polo KMS 601 RX)       | 4'22"915        | 10           |
| 3    | Rallycross d'Ungheria 1 (27 luglio) — Resoconto       | 68        | Niclas Grönholm      | CE Dealer Team by Volvo Construction Equipment (PWR RX1e) | 4'09"361        | 9            |
| 4    | Rallycross d'Ungheria 2 (28 luglio) — Resoconto       | 1         | Johan Kristoffersson | KMS - HORSE Powertrain (Volkswagen Polo KMS 601 RX)       | 3'53"451        | 9            |
| 5    | Rallycross del Benelux 1 (17 agosto) — Resoconto      | 21        | Timmy Hansen         | Hansen World RX Team (Peugeot 208)                        | 3'29"927        | 8            |
| 6    | Rallycross del Benelux 2 (18 agosto) — Resoconto      | 1         | Johan Kristoffersson | KMS - HORSE Powertrain (Volkswagen Polo KMS 601 RX)       | 3'24"114        | 8            |
| 7    | Rallycross del Portogallo 1 (7 settembre) — Resoconto | 1         | Johan Kristoffersson | KMS - HORSE Powertrain (Volkswagen Polo KMS 601 RX)       | 3'38"77         | 8            |
| 8    | Rallycross del Portogallo 2 (8 settembre) — Resoconto | 71        | Kevin Hansen         | Hansen World RX Team (Peugeot 208)                        | 3'38"206        | 8            |

### RX2e
| Gara | Nome gara                                             | Vincitori | Vincitori      | Vincitori                        | Statistiche     | Statistiche  |
| Gara | Nome gara                                             | Nº        | Pilota         | Squadra e vettura                | Tempo in finale | Partecipanti |
| ---- | ----------------------------------------------------- | --------- | -------------- | -------------------------------- | --------------- | ------------ |
| 1    | Rallycross di Svezia (6-7 luglio) — Resoconto         | 1         | Nils Andersson | Kristoffersson Motorsport (RX2e) | 4'28"754        | 7            |
| 2    | Rallycross d'Ungheria (27-28 luglio) — Resoconto      | 1         | Nils Andersson | Kristoffersson Motorsport (RX2e) | 4'04"734        | 6            |
| 3    | Rallycross del Benelux (17-18 agosto) — Resoconto     | 22        | Kobe Pauwels   | privato (RX2e)                   | 3'45"777        | 6            |
| 4    | Rallycross del Portogallo (7-8 settembre) — Resoconto | 1         | Nils Andersson | Kristoffersson Motorsport (RX2e) | 3'42"99         | 8            |

### Euro RX1
| Gara | Nome gara                                             | Vincitori | Vincitori         | Vincitori                 | Statistiche     | Statistiche  |
| Gara | Nome gara                                             | Nº        | Pilota            | Squadra e vettura         | Tempo in finale | Partecipanti |
| ---- | ----------------------------------------------------- | --------- | ----------------- | ------------------------- | --------------- | ------------ |
| 1    | Rallycross di Svezia (6-7 luglio) — Resoconto         | 7         | Patrick O'Donovan | privato (Peugeot 208 WRX) | 4'36"585        | 18           |
| 2    | Rallycross d'Ungheria (27-28 luglio) — Resoconto      | 7         | Patrick O'Donovan | privato (Peugeot 208 WRX) | 3'58"676        | 17           |
| 3    | Rallycross del Benelux (17-18 agosto) — Resoconto     | 7         | Patrick O'Donovan | privato (Peugeot 208 WRX) | 3'33"963        | 15           |
| 4    | Rallycross del Portogallo (7-8 settembre) — Resoconto | 95        | Yury Belevskiy    | Volland Racing (Audi S1)  | 3'40"927        | 17           |

### Euro RX3
| Gara | Nome gara                                             | Vincitori | Vincitori    | Vincitori                | Statistiche     | Statistiche  |
| Gara | Nome gara                                             | Nº        | Pilota       | Squadra e vettura        | Tempo in finale | Partecipanti |
| ---- | ----------------------------------------------------- | --------- | ------------ | ------------------------ | --------------- | ------------ |
| 1    | Rallycross di Svezia (6-7 luglio) — Resoconto         | 30        | Nils Volland | Volland Racing (Audi A1) | 4'44"183        | 9            |
| 2    | Rallycross d'Ungheria (27-28 luglio) — Resoconto      | 30        | Nils Volland | Volland Racing (Audi A1) | 4'15"077        | 14           |
| 3    | Rallycross del Benelux (17-18 agosto) — Resoconto     | 99        | João Ribeiro | privato (Audi A1)        | 3'54"176        | 10           |
| 4    | Rallycross del Portogallo (7-8 settembre) — Resoconto | 99        | João Ribeiro | privato (Audi A1)        | 3'53"522        | 15           |

## Classifiche

### World RX
| Pos. | Pilota               | SVE | SVE | UNG | UNG | BEL | BEL | POR | POR | TUR | TUR | Punti |
| ---- | -------------------- | --- | --- | --- | --- | --- | --- | --- | --- | --- | --- | ----- |
| 1    | Johan Kristoffersson | 28  | 30  | 17  | 26  | 22  | 30  | 28  | 25  |     |     | 206   |
| 2    | Kevin Hansen         | 10  | 19  | 18  | 18  | 22  | 23  | 23  | 27  |     |     | 160   |
| 3    | Ole Christian Veiby  | 15  | 20  | 19  | 22  | 20  | 18  | 16  | 19  |     |     | 149   |
| 4    | Timmy Hansen         | 20  | 11  | 18  | 17  | 28  | 15  | 14  | 24  |     |     | 147   |
| 5    | Niclas Grönholm      | 10  | 26  | 25  | 6   | 8   | 24  | 28  | 12  |     |     | 139   |
| 6    | Klara Andersson      | 28  | 8   | 9   | 24  | 14  | 14  | 10  | 17  |     |     | 122   |
| 7    | René Münnich         | 5   | 2   | 8   | 12  | 15  | 11  | 13  | 10  |     |     | 76    |
| 8    | Anthony Pelfrene     | 9   | 7   | 7   | 9   | 11  | 8   | 11  | 9   |     |     | 71    |
| 9    | Gustav Bergström     | 19  | 14  |     |     |     |     |     |     |     |     | 33    |
| 10   | Jankó Wieszt         |     |     | 19  | 9   |     |     |     |     |     |     | 28    |
| 11   | Sondre Evjen         | 7   | 8   |     |     |     |     |     |     |     |     | 15    |
| Pos. | Pilota               | SVE | SVE | UNG | UNG | BEL | BEL | POR | POR | TUR | TUR | Punti |

| Colore  | Risultato                |
| ------- | ------------------------ |
| Oro     | Vincitore                |
| Argento | 2º posto                 |
| Bronzo  | 3º posto                 |
| Verde   | Finito a punti           |
| Blu     | Finito senza punti       |
| Blu     | Non classificato (NC)    |
| Viola   | Ritirato (Rit)           |
| Nero    | Squalificato (SQ)        |
| Nero    | Escluso (ES)             |
| Bianco  | Non ha gareggiato        |
| Bianco  | Iscrizione ritirata (WD) |
| Bianco  | Non partito (NP)         |
| Bianco  | Gara cancellata (C)      |

### World RX Team
| Pos. | Squadra                            | SVE | SVE | UNG | UNG | BEL | BEL | POR | POR | TUR | TUR | Punti |
| ---- | ---------------------------------- | --- | --- | --- | --- | --- | --- | --- | --- | --- | --- | ----- |
| 1    | Kristoffersson Motorsport          | 43  | 50  | 36  | 48  | 42  | 48  | 44  | 44  |     |     | 355   |
| 2    | Hansen World RX Team               | 30  | 30  | 36  | 35  | 50  | 38  | 37  | 51  |     |     | 307   |
| 3    | Construction Equipment Dealer Team | 38  | 34  | 32  | 30  | 22  | 38  | 38  | 29  |     |     | 261   |
| Pos. | Squadra                            | SVE | SVE | UNG | UNG | BEL | BEL | POR | POR | TUR | TUR | Punti |

| Colore  | Risultato                |
| ------- | ------------------------ |
| Oro     | Vincitore                |
| Argento | 2º posto                 |
| Bronzo  | 3º posto                 |
| Verde   | Finito a punti           |
| Blu     | Finito senza punti       |
| Blu     | Non classificato (NC)    |
| Viola   | Ritirato (Rit)           |
| Nero    | Squalificato (SQ)        |
| Nero    | Escluso (ES)             |
| Bianco  | Non ha gareggiato        |
| Bianco  | Iscrizione ritirata (WD) |
| Bianco  | Non partito (NP)         |
| Bianco  | Gara cancellata (C)      |

### RX2e
| Pos. | Pilota                    | FRA | SVE | UNG | BEL | POR | Punti |
| ---- | ------------------------- | --- | --- | --- | --- | --- | ----- |
| 1    | Nils Andersson            | C   | 40  | 30  | 18  | 38  | 126   |
| 2    | Isak Sjökvist             | C   | 27  | 24  | 26  | 33  | 110   |
| 3    | Marko Muru                | C   | 26  | 21  | 22  | 28  | 92    |
| 4    | Mikaela Åhlin-Kottulinsky | C   | 32  | 22  | 13  | 22  | 84    |
| 5    | Luka Wlömer               | C   | 23  | 15  | 17  | 27  | 82    |
| 6    | Molly Taylor              | C   | 20  |     |     | 21  | 41    |
| 7    | Luigi                     | C   | 17  | 13  |     |     | 30    |
| 8    | Kobe Pauwels              | C   |     |     | 29  |     | 29    |
| 9    | Gustavo Henriques         | C   |     |     |     | 18  | 18    |
| 10   | Sérgio Dias               | C   |     |     |     | 11  | 11    |
| Pos. | Pilota                    | FRA | SVE | UNG | BEL | POR | Punti |

| Colore  | Risultato                |
| ------- | ------------------------ |
| Oro     | Vincitore                |
| Argento | 2º posto                 |
| Bronzo  | 3º posto                 |
| Verde   | Finito a punti           |
| Blu     | Finito senza punti       |
| Blu     | Non classificato (NC)    |
| Viola   | Ritirato (Rit)           |
| Nero    | Squalificato (SQ)        |
| Nero    | Escluso (ES)             |
| Bianco  | Non ha gareggiato        |
| Bianco  | Iscrizione ritirata (WD) |
| Bianco  | Non partito (NP)         |
| Bianco  | Gara cancellata (C)      |

### Euro RX1
| Pos. | Pilota             | FRA | SVE | UNG | BEL | POR | Punti |
| ---- | ------------------ | --- | --- | --- | --- | --- | ----- |
| 1    | Patrick O'Donovan  | C   | 37  | 36  | 38  | 36  | 147   |
| 2    | Yury Belevskiy     | C   | 26  | 36  | 34  | 39  | 135   |
| 3    | Máté Benyó         | C   | 20  | 28  | 29  | 29  | 106   |
| 4    | Damian Litwinowicz | C   | 26  | 21  | 27  | 30  | 104   |
| 5    | Mika Liimatainen   | C   | 33  | 31  | 13  | 21  | 98    |
| 6    | Zoltán Koncseg     | C   | 18  | 21  | 13  | 20  | 72    |
| 7    | Tamás Kárai        | C   | 10  | 21  | 8   | 26  | 65    |
| 8    | Márk Mózer         | C   | 10  | 15  | 19  | 15  | 59    |
| 9    | Paulius Pleskovas  | C   | 17  | 11  | 16  | 15  | 59    |
| 10   | Mikko Ikonen       | C   | 13  | 22  | 13  | 15  | 58    |
| 11   | Oliver O'Donovan   | C   | 16  | 15  | 18  | 8   | 57    |
| 12   | Attila Mózer       | C   | 9   | 12  | 7   | 13  | 41    |
| 13   | László Kiss        | C   |     | 12  | 19  |     | 31    |
| 14   | Aleš Fučík         | C   | 8   | 13  | 7   |     | 28    |
| 15   | Mandie August      | C   | 9   | 6   | 7   | 1   | 23    |
| 16   | Peter Hedström     | C   | 22  |     |     |     | 22    |
| 17   | Julien Febreau     | C   |     |     |     | 18  | 18    |
| 18   | Sivert Svardal     | C   | 17  |     |     |     | 17    |
| 19   | Filip Thorén       | C   | 13  |     |     |     | 13    |
| 20   | István Antal       | C   |     | 13  |     |     | 13    |
| 21   | José Oliveira      | C   |     |     |     | 9   | 9     |
| 22   | Pascal Lambec      | C   |     |     |     | 8   | 8     |
| 23   | Ulrik Linnemann    | C   | 8   |     |     |     | 8     |
| 24   | Cesar Pereira      | C   |     |     |     | 5   | 5     |
| 25   | Zoltán Held        | C   |     | 2   |     |     | 2     |
| Pos. | Pilota             | FRA | SVE | UNG | BEL | POR | Punti |

| Colore  | Risultato                |
| ------- | ------------------------ |
| Oro     | Vincitore                |
| Argento | 2º posto                 |
| Bronzo  | 3º posto                 |
| Verde   | Finito a punti           |
| Blu     | Finito senza punti       |
| Blu     | Non classificato (NC)    |
| Viola   | Ritirato (Rit)           |
| Nero    | Squalificato (SQ)        |
| Nero    | Escluso (ES)             |
| Bianco  | Non ha gareggiato        |
| Bianco  | Iscrizione ritirata (WD) |
| Bianco  | Non partito (NP)         |
| Bianco  | Gara cancellata (C)      |

### Euro RX3
| Pos. | Pilota             | FRA | SVE | UNG | BEL | POR | Punti |
| ---- | ------------------ | --- | --- | --- | --- | --- | ----- |
| 1    | Nils Volland       | C   | 38  | 38  | 33  | 38  | 147   |
| 2    | João Ribeiro       | C   | 34  | 34  | 40  | 34  | 142   |
| 3    | Dominik Senegacnik | C   | 22  | 24  | 28  | 19  | 93    |
| 4    | Andre Sousa        | C   | 19  | 22  | 23  | 24  | 88    |
| 5    | Balázs Körmöczi    | C   | 24  | 17  | 18  | 23  | 82    |
| 6    | Sámuel Kovács      | C   | 32  | 9   | 2   | 17  | 60    |
| 7    | Nicolas Geleyns    | C   | 12  | 20  | 16  | 10  | 58    |
| 8    | Rytis Rutkauskas   | C   | 12  | 8   | 12  | 12  | 39    |
| 9    | Libor Teješ        | C   |     | 13  | 21  |     | 34    |
| 10   | Krisztián Szabó    | C   |     | 30  |     |     | 30    |
| 11   | Josef Strebinger   | C   | 12  | 13  |     |     | 25    |
| 12   | Joaquim Machado    | C   |     |     |     | 22  | 22    |
| 13   | Rogerio Sousa      | C   |     |     |     | 19  | 19    |
| 14   | Andor Trepák       | C   |     | 14  |     |     | 14    |
| 15   | Anders Hansen      | C   |     |     | 12  |     | 12    |
| 16   | Tiago Ferreira     | C   |     |     |     | 12  | 12    |
| 17   | Jorge Machado      | C   |     |     |     | 10  | 10    |
| 18   | András Ferjáncz    | C   |     | 10  |     |     | 10    |
| 19   | Antonio Sousa      | C   |     |     |     | 6   | 6     |
| 20   | Tamás Végh         | C   |     | 6   |     |     | 6     |
| 21   | Leonel Sampaio     | C   |     |     |     | 10  | 5     |
| 22   | Dylan Dufas        | C   |     |     |     | 1   | 1     |
| Pos. | Pilota             | FRA | SVE | UNG | BEL | POR | Punti |

| Colore  | Risultato                |
| ------- | ------------------------ |
| Oro     | Vincitore                |
| Argento | 2º posto                 |
| Bronzo  | 3º posto                 |
| Verde   | Finito a punti           |
| Blu     | Finito senza punti       |
| Blu     | Non classificato (NC)    |
| Viola   | Ritirato (Rit)           |
| Nero    | Squalificato (SQ)        |
| Nero    | Escluso (ES)             |
| Bianco  | Non ha gareggiato        |
| Bianco  | Iscrizione ritirata (WD) |
| Bianco  | Non partito (NP)         |
| Bianco  | Gara cancellata (C)      |